# 灯台莲
灯台莲（学名：Arisaema sikokianum var. serratum）是天南星科天南星属全缘灯台莲的变种。分布于日本以及中国大陆的贵州、江西、浙江、福建、江苏、四川、广西、安徽、河南、湖北、广东、陕西等地，生长于海拔650米至1,500米的地区，见于山坡林下和沟谷岩石，目前尚未由人工引种栽培。花期5月，果期8-9月；

## 别名
路边黄、大叶天南星（江西安福）；蛇包谷（贵州余庆）；天南星（河北均县）；灯台莲（湖北宜昌）；半边莲、狗爪南星（河北巴东）；蛇芋头（河北鹤峰）；蛇魔芋、蜗壳南星、南星（湖北来凤）；绿南星（湖北恩施）；山苞米（河南）；欢喜草（浙江杭州）